# DJ Turner
JuanDrago Turner II (Suwanee, Georgia; 9 de noviembre de 2000) más conocido como DJ Turner, es un jugador profesional estadounidense de fútbol americano, se desempeña en la posición de cornerback en Cincinnati Bengals, en la National Football League (NFL).

## Carrera
Hizo su debut profesional con el equipo Cincinnati Bengals, lleva jugando una temporada, comenzó en el 2023.